# Riot (canción de XXXTentacion)
«Riot» es una canción del rapero estadounidense XXXTentacion. Se lanzó originalmente en SoundCloud en mayo de 2015, antes de ser relanzado el 1 de junio de 2020, en medio de protestas por el asesinato de George Floyd. La versión relanzada es un poco más corta que la original.

## Antecedentes
La pista se lanzó originalmente en mayo de 2015, después de las protestas por el asesinato de Michael Brown. La canción se agregó a los servicios de transmisión luego del asesinato de George Floyd y las protestas que siguieron.

## Composición
En la canción, XXXTentacion critica la práctica de los disturbios. Derick Rossignol de Uproxx señaló cómo X expresa su creencia de que los alborotadores a menudo no consideran las consecuencias de sus acciones: "Mira en todas las tiendas que estás arruinando, nigga, creo / Piensa en las personas que lo poseen por un segundo / Sé que tienes tus problemas, pero hermano, ellos tienen los suyos / Esto no es un juego, deja la violencia y haz crecer un par". La canción termina con el diálogo del discurso del exlíder del KKK, Jeff Berry, durante una manifestación, que apareció en el documental de 1998 El Ku Klux Klan: Una historia secreta: "Vemos, ya veo, la muerte antes que los niños / Los hombres blancos y las niñas blancas colgando de los edificios". La canción original muestreó más del discurso.

## Posicionamiento en lista
| Lista (2020)                   | Posiciones |
| ------------------------------ | ---------- |
| New Zealand Hot Singles (RMNZ) | 1          |